# Carlo Turcato
Carlo Turcato (Cervignano del Friuli, 22 de septiembre de 1921-Padua, 2 de junio de 2017) fue un deportista italiano que compitió en esgrima, especialista en la modalidad de sable. Participó en los Juegos Olímpicos de Londres 1948, obteniendo una medalla de plata en la prueba por equipos.

## Palmarés internacional
| Juegos Olímpicos | Juegos Olímpicos      | Juegos Olímpicos | Juegos Olímpicos  |
| Año              | Lugar                 | Medalla          | Prueba            |
| ---------------- | --------------------- | ---------------- | ----------------- |
| 1948             | Londres (Reino Unido) | Medalla de plata | Sable por equipos |